# Naso vlamingii
Naso vlamingii – gatunek morskich ryb okoniokształtnych z rodziny pokolcowatych.

## Występowanie
Okolice raf koralowych Indo-Pacyfiku.
Dorasta do 60 cm długości.